# Joseph Bénézet Xavier Guérin
Joseph Bénézet Xavier Guérin (Aviñón, 21 de agosto de 1775 - Visan, 18 de abril de 1850) fue un médico, pteridólogo, y botánico francés, habiendo sido director del Museo Calvet de Aviñón.

## Algunas publicaciones
- Discours sur l'histoire d'Avignon; suivi d'un aperçu sur l'état ancien et moderne de cette ville, et sur les monuments et les objets qui peuvent fixer l'attention des voyageurs, Aviñón, 1807
- Description de la fuente de Vaucluse, Aviñón, 1813
- Vie d'Esprit Calvet, suivie d'une notice sur ses ouvrages et sur les objets les plus curieux que renferme le muséum dont il est le fondateur, Aviñón, 1825
- Mesures barométriques, suivies de quelques observations d'histoire naturelle et de physique faites dans les Alpes françaises et d'un précis de la météorologie d'Avignon, Aviñón, 1829
- Panorama d'Avignon, de Vaucluse, du Mont Ventoux et du Col Longet ; suivi de quelques vues des Alpes françaises, Aviñón, 1829
- Preuves de la vérité et de l'excellence du christianisme d'après les auteurs sacrés et profanes, Aviñón, 1839
- Abrégé de l'histoire d'Avignon, Aviñón, 1842

## Eponimia
Género
- (Dennstaedtiaceae) Guerinia J.Sm.[2]